# Bobby Harris
Robert Michael Harris II (Berlin, Nueva Jersey, 8 de febrero de 1991) es un jugador de baloncesto profesional estadounidense con nacionalidad puertorriqueña que juega en la posición de base y/o escolta en las filas del Palmer Basket Mallorca de la Liga LEB Plata.

## Carrera deportiva
Bobby Harris se formó universitariamente en el American International College, compitiendo con los Yellow Jackets en la NCAA 2, la segunda división universitaria estadounidense. En ese periplo promedió 16,2 puntos en 47 encuentros disputados con los de Springfield en la segunda división de la liga universitaria americana.
Fue elegido en el Draft de la BSN por los Atléticos de San Germán en la tercera ronda con el número 28.
En verano de 2016 Harris firmó por el Baloncesto Villa de Mieres 2012 de Liga EBA con el que disputó 15 partidos en la temporada 2016-2017, ostentando unos números de 17,9 puntos, 6,4 rebotes y 3,2 robos hasta que en febrero de 2017 se marchó a Puerto Rico para jugar en los Caciques de Humacao. 
El verano de 2017 se unió a Isover Basket Azuqueca, líder del Grupo B de Liga EBA, aportando 13,4 puntos, 3,7 rebotes, 3,4 asistencias y 3 robos en 12 partidos jugados hasta desvincularse de los alcarreños para firmar en LEB Plata con CB Almansa.
En enero de 2018 el jugador firma por una temporada con el CB Almansa para jugar en Liga LEB Plata, realizando unos promedios de 12.1 puntos, 4.6 rebotes, 4.4 asistencias y 2 robos en los 36 partidos que disputó el conjunto en LEB Plata que le permitieron al conjunto manchego ascender de categoría.
En junio de 2019, tras conseguir el ascenso a Liga LEB Oro, el base estadounidense renueva con el CB Almansa para disputar la Liga LEB Oro en la temporada 2019-20.
En verano de 2021, se marcha para disputar la liga puertorriqueña en el equipo de los Indios de Mayagüez.
El 3 de agosto de 2021, firma por una temporada con el Club Melilla Baloncesto de la Liga LEB Oro.
El 15 de noviembre de 2021, finaliza su vinculación con el Club Melilla Baloncesto de la Liga LEB Oro.
El 1 de diciembre de 2021, se compromete hasta el final de la temporada con el Club Baloncesto Zamora de la Liga LEB Plata.
El 29 de agosto de 2022, firma por el CB Almansa de la Liga LEB Oro.
El 7 de marzo de 2023, abandona el club manchego por motivos personales y regresa a Estados Unidos.
El 4 de agosto de 2023, firma por el Palmer Basket Mallorca de la Liga LEB Plata.